# Międzynarodowy Ludowo-Demokratyczny Ruch Uhuru
Międzynarodowy Ludowo-Demokratyczny Ruch Uhuru (zwykle używany skrót to InPDUM) to masowa organizacja skupiająca i będąca pod zarządem afrykańskiej klasy robotniczej. Została stworzona jako organizacja na rzecz demokratycznych praw oraz ekonomicznego i społecznego samookreślenia się Afrykanów (African People). InPDUM jest częścią większej organizacji o nazwie Uhuru Movement (Ruch Uhuru). "Uhuru" w języku suahili znaczy "wolność".

## Historia Ruchu
Jest to oddolna organizacja o charakterze marksistowskim, przewodzona przez czarnych przedstawicieli klasy robotniczej. Została utworzona w kwietniu 1991 roku w Chicago przez African People's Socialist Party (Afrykańską Ludową Partię Socjalistyczną).

## Idea
Członkiem partii może zostać każdy "kto jest bliski demokracji dla wspólnoty czarnych, dla kogo samookreślenie jest najwyższym wyrazem demokracji". Organizacja żąda przeprowadzeniu plebiscytu, który miałby rozstrzygnąć o tym czy Afrykanie chcą żyć jako obywatele USA czy we własnym, odrębnym państwie.
InPDUM jest znane z tego że domaga się odszkodowań dla czarnych za niewolnictwo oraz kolonializm. Domaga się także ograniczenia kontroli policji we wspólnotach czarnych w USA w zamian za prawdziwy rozwój ekonomiczny. Policja jest traktowana przez InPDUM jako organizacja terrorystyczna. Biali Amerykanie są według InPDUM pasożytami, które utrzymują się dzięki wykorzystywaniu czarnych przez np.: niewolniczy system więziennictwa czy rynek pracy korzystniejszy dla białych. Ruch jest częścią internacjonalistycznej organizacji na rzecz afrykańskiej klasy robotniczej.

## 12 Punktów InPDUM
1. Żądamy narodowych praw demokratycznych oraz prawa do samostanowienia Afrykanów w USA
2. Żądamy kontrolowania policji przez wspólnotę (gminę) w Afrykańskim Społeczeństwie oraz natychmiastowe wycofanie terrorystycznej policji oraz sił zbrojnych z afrykańskiej wspólnoty.
3. Żądamy szkół kontrolowanych przez wspólnotę oraz obowiązkowej historii Afryki w szkołach publicznych.
4. Żądamy służby zdrowia kontrolowanej przez afrykańską wspólnotę.
5. Żądamy kontroli wspólnoty nad budownictwem mieszkaniowym.
6. żądamy usunięcia pasożytniczych handlarzy i slumsowych watażków z afrykańskiej wspólnoty.
7. Żądamy zniesienia kolonialnego sądu oraz systemów więziennictwa, które większość Afrykanów więżą, mają nad nią dozór lub na zwolnieniu warunkowym; Oraz natychmiastowego wypuszczenia na wolność wszystkich więźniów politycznych i jeńców wojennych.
8. Żądamy zakończenia kradzieży, porwań, sprzedaży, wykorzystywania i usuwania dzieci afrykańskich z ich wspólnot pod ludobójczym prawem rodziny zastępczej.
9. Żądamy zakończenia politycznej i społecznej opresji oraz ekonomicznej eksploatacji afrykańskich kobiet.
10. Żądamy reparacji dla Afrykanów.
11. Żądamy aby ONZ nadzorowała plebiscyt określający wolę afrykańskiej wspólnoty w Stanach Zjednoczonych co do jej narodowego przeznaczenia.
12. Żądamy zakończenia gospodarki politycznej (Political Economy) walki z powstańcami (counterinsurgency); pasożytnicze relacje, które działają na korzyść białej ludności, z milionami dolarów na miejsca pracy, (surowcami i stabilną gospodarką), z walki z powstańcami (wojny) z Afrykanami w USA.